# LOCO DD 日本全国どこでもアイドル
『LOCO DD 日本全国どこでもアイドル』（ロコ ディーディー にほんぜんこくどこでもアイドル）は、日本のオムニバス映画。2017年9月30日に公開された。田中要次監督、オトメ☆コーポレーション主演『Last DAYS～君といた場所～』、大工原正樹監督、FantaRhyme主演『ファンタスティック ライムズ!』、島田元監督、3776（井出ちよの）主演『富士消失』の3篇から成る。
題名の「LOCO」はロコドル（地方アイドル）、「DD」はドラマ&ドキュメンタリーを指している。各作とも、監督たち自らが撮りたい地方アイドルを選んで作り上げた。ドラマとドキュメンタリーをミックスしている点が本作の特徴である。2015年の暮れに島田元が企画して他の2監督に声をかけ、2017年の春に完成した。

## あらすじ
『Last DAYS～君といた場所～』
ドライブ中、助手席の美女はハンドルを握る男の質問を受けている。一方、ライブを前にガールズ・トークを繰り広げる三人のアイドルの様子…。美女はオトメ☆コーポレーションのリーダー、久保田光。ハンドルを握っていたのは、田中要次。ガールズ・トークは、数日前に撮られた田中が監督するオトメ☆コーポレーション主演のドラマの一部だった。そのラスト・シーンを撮り終えることができず、田中はどうすべきか悩んでいた。そんな折、突然のオトメ☆コーポレーション解散宣言。刻々と迫るラスト・ライブの日。少しでも真相に近づきたいと、ドライブに誘い出したのだったが…。
『ファンタスティック ライムズ!』
福岡から東京に短期滞在でやってきたAyuとSayaの元気な二人組、FantaRhyme。リハにライブに物販に張り切る様子を捉えつつ、平行して、いまの二人に近い設定でのドラマが繰り広げられる。舞台はAyuのバイトするカフェ。Sayaが甲斐性なしの兄貴に借金をせがまれている。その様子を見かねたAyuが口をだすのが、またSayaには面白くない。いさかいの末、外に飛び出したSayaが出会ったのは、彼女たちのファンらしき男。しかしその言動は傲慢そのものだ。一方カフェにはAyuと兄貴が残った。それぞれにダメな男と接する時間の中で、二人の真っ直ぐな生き方が浮かび上がってくる…。
『富士消失』
富士山ご当地アイドル3776の井出ちよのが、明るくインタビューに答える。ハキハキとした自己紹介、覚えている最初の記憶、どうしてアイドルになったか、衣装のこと、振り付けのこと、ちょっと変わったプロデューサーのこと、「3.11」という歌…。撮影当時は中学生ながらソロ・アイドルだ。ライブの前はどうしたって緊張する。一緒にいてくれるのは手にしたペットボトルのお茶だけ。そのお茶の精が「出番だよ」と語りかけ、ステージへのドアの前に立ったとき、ふと目を閉じてみる。瞬間、思いがけぬ夢の世界へと入っていく。その世界では、富士山が消えてしまっているのだ…。

## キャスト
『Last DAYS～君といた場所～』
- 久保田光（オトメ☆コーポレーション）
- 比留川知絵（オトメ☆コーポレーション）
- 藤本美帆（オトメ☆コーポレーション）
- 荒井菜緒（オトメ☆コーポレーション）
- ひと:みちゃん : テーブルの下の株主
- 林田麻里 : WIB
- 田中要次

『ファンタスティック ライムズ!』
- Ayu（FantaRhyme）
- Saya（FantaRhyme）
- 松下仁
- 青木佳文

『富士消失』
- 井出ちよの : 3776/ちよの
- 石田彰 : 3776プロデューサー/蜃気楼牧師
- 隈本吉成 : お茶の精の声
- 山田雄三 : 山ザザ売り
- 大村波彦 : ミラー

## スタッフ
『Last DAYS～君といた場所～』
- 監督・編集 : 田中要次
- 撮影 : 大橋次郎、ウォン・オンリン
- 助監督 : 大園玲子
- 編集協力 : 加藤麻矢、島田元
- 整音 : 臼井勝
- カラーグレーダー : 田巻源太

『ファンタスティック ライムズ!』
- 監督・脚本 : 大工原正樹
- 撮影 : 中瀬慧
- 照明 : 玉川直人
- 音響 : 川口陽一
- 編集 : 和泉陽光
- スチール&メイキング : 渡辺あい
- 助監督・制作 : 地良田浩之、岩崎僚
- 音楽 : eichi（FantaRhymeプロデューサー）

『富士消失』
- 監督・脚本 : 島田元
- 撮影（ドラマ部分） : 松本岳大
- 記録・制作 : 島田充子
- 助監督 : 相良実和子、山田雄三、中根豪、久野聡志、中村悠太
- メイキング撮影 : 高橋理美
- 大村波彦ガンプレイ指導 : トルネード吉田

## 評価
映画監督の鶴田法男は公式サイトに「彼女たちの魅力を作品に昇華させることに成功した3人の監督たちは、それぞれに映画の神に感謝しただろう。その瞬間を観客も共有できるなんとも贅沢な今までにないアイドル映画だ」とコメントを寄せている。

映画監督の旦雄二はブログで「島田元監督と大工原正樹監督のパートが、自由奔放、洒脱練達の語り口で、さすがと唸らされる面白さだ。俳優の田中要次監督も健闘している」「各篇いずれも、アイドルたちのひたむきさと、つくり手たちの気合いが、観ているこちら側にぐいぐい伝わってくる」と評価している。